# Joe Brown (artiest)
Joe Brown (Swarby (Lincolnshire), 13 mei 1941) is een Britse gitarist, songwriter en was in de jaren zestig zanger van onder andere de hits A Picture Of You en It Only Took A Minute.

## Carrière
Als tiener speelde Brown bij verschillende skiffle-bands, waaronder The Spaceman Skiffle Group. Hij werd aan het eind van de jaren 50 onder contract genomen door Larry Parnes. Brown begeleidde onder andere Eddie Cochran, Gene Vincent en Johnny Cash. In 1960 speelde hij de gitaar op het album The Sound of Fury van Billy Fury. Vanaf 1959 maakte Brown opnamen met zijn begeleidingsband The Bruvvers. Tot hun hits telden What a Crazy World We're Living In en A Picture of You. Brown en The Bruvvers waren aan het begin van de jaren 60 zo succesvol in het Verenigd Koninkrijk, dat The Beatles bij hen wilden optreden tijdens het voorprogramma. Op 26 juli 1962 speelde de Liverpoolse band dan als voorband van Joe Brown en The Bruvvers in de Cambridge Hall in Southport.
In 1962 gingen Brown en Parnes hun eigen wegen en trouwde Brown met de zangeres Vicki Brown. Midden jaren 60 concentreerde hij zich op cabaret, pantomime, musical en film. Vanaf 1965 speelde hij drie jaar lang in de musical Charlie Girl. In 1972 richtte hij de band Brown's Home Brew op, die country-georiënteerde rock speelde, echter zonder grotere successen. Brown concentreerde zich weer op zijn musicalwerk. Aan het begin van de jaren 90 maakte hij zijn comeback. In 1992 verscheen zijn succesvolste album Come On Joe. Ook na de overgang naar het nieuwe millennium is hij nog altijd als muzikant onderweg. Op 29 november 2002 nam hij deel aan het herdenkingsconcert voor George Harrison. Op 29 februari 2007 verscheen het album Down to Earth.

## Privéleven
Joe Brown was sinds 1962 getrouwd met zangeres Vicki Brown, die in 1991 overleed aan de gevolgen van borstkanker, en is de vader van zangeres Sam Brown. In 1978 was hij getuige bij het tweede huwelijk van George Harrison.

## Discografie

### Albums
1. 1962 - A Picture Of You
2. 1962 - A Picture of Joe Brown
3. 1963 - Joe Brown - Live
4. 1963 - Joe Brown / Mark Wynter
5. 1963 - Here Comes Joe
6. 1964 - Charlie Girl
7. 1965 - What A Crazy World
8. 1966 - Bits Of Joe Brown
9. 1968 - Joe Brown
10. 1972 - Brown's Home Brew
11. 1974 - Together (B. H. Brew)
12. 1974 - The Joe Brown Collection
13. 1977 - Joe Brown Live
14. 1987 - Here Comes Joe
15. 1988 - Hits'N'Pieces
16. 1990 - A Golden Hour Of
17. 1991 - Onstage Jet
18. 1993 - Come On Joe
19. 1993 - The Joe Brown Story
20. 1994 - Live & In The Studio
21. 1995 - A Picture Of You
22. 1997 - 56 & Taller Than You Think
23. 1999 - On A Day Like This
24. 2001 - A Showbusiness Lifetime
25. 2004 - Jiggery Pokery
26. 2004 - Hittin The High Spots
27. 2006 - Down To Earth
28. 2007 - Live In Germany
29. 2008 - More Of The Truth
30. 2008 - 50th Anniversary
31. 2011 - Live In Liverpool

### Singles
1. 1959 - "People Gotta Talk"
2. 1960 - "Jellied Eels"
3. 1960 - "The Darktown Strutters Ball"
4. 1961 - "I'm Henery the Eighth"
5. 1961 - "Crazy Mixed Up Kid"
6. 1961 - "Shine" / "The Switch"
7. 1962 - "It Only Took A Minute"
8. 1962 - "Your Tender Look"
9. 1962 - "A Picture Of You"
10. 1962 - "What A Crazy World We're Livin' In"
11. 1963 - "Little Ukelele"
12. 1963 - "Sally Ann"
13. 1963 - "Nature's Time For Love"
14. 1963 - "That's What Love Will Do"
15. 1964 - "Don't" / "Just Like That"
16. 1964 - "You Do Things To Me"
17. 1965 - "Charlie Girl"
18. 1965 - "Sicilian Tarantella"
19. 1965 - "Teardrops In The Rain"
20. 1966 - "A Satisfied Mind"
21. 1966 - "Little Ray Of Sunshine"
22. 1966 - "Sea Of Heartbreak"
23. 1967 - "With A Little Help From My Friends"
24. 1968 - "Davy The Fat Boy"
25. 1969 - "Sweet Music" / "Suzanne"
26. 1970 - "Molly Perkins"
27. 1973 - "Hey Mama"
28. 1974 - "Build A Wall"
29. 1974 - "Tennessee Mashman"
30. 1976 - "Always Laughing"
31. 1977 - "All Things Bright & Beautiful"
32. 1977 - "The Boxer"
33. 1979 - "Free Inside"
34. 1981 - "Hey Mama"
35. 1983 - "Give Us A Break"
36. 1993 - "Come On Joe"
37. 1997 - "Old Chunk Of Coal"
38. 1999 - "That's The Way The World Goes Round"
39. 1999 - "On A Day Like This"
40. 2004 - "I'll See You In My Dreams"
41. 2006 - "One Trick Pony"
42. 2006 - "Reuben"
43. 2008 - "Everybody's Famous"
44. 2008 - "You Were Everywhere"